# Тумбука (язык)
Тумбука (тумбука chiTumbuka) — это язык семьи банту, распространённый у народности тумбука, в некоторых местах Малави, Замбии и Танзании. Местное название языка звучит chiTumbuka, где 'chi' означает «язык», подобно префиксу 'ki' в слове kiSwahili (местное название суахили) или 'se' в названии языка seTswana (сетсвана, тсвана).
Количество носителей, по сведениям The World Almanac (1998), составляет около 2 млн.
Диалекты языка тумбука, распространённые в городе («городской тумбука», содержащий много заимствований из чичева/ньянджа) и в деревенской местности («сельский тумбука»), существенно отличаются друг от друга. Существует также «лингвистически чистая» форма языка тумбука, которую местное население называет «настоящий тумбука».

## Письменность
Письменность — на основе латинского алфавита. В алфавите тумбука 28 букв, включая 3 диграфа и 1 триграф.
| A a | B b   | C c     | Ch ch | D d | E e   | F f | G g | H h | I i | J j  | K k | L l | M m |
| --- | ----- | ------- | ----- | --- | ----- | --- | --- | --- | --- | ---- | --- | --- | --- |
| /a/ | /b/   | /k/     | /t͡ʃ/  | /d/ | /e/   | /f/ | /g/ | /h/ | /i/ | /d͡ʒ/ | /k/ | /l/ | /m/ |
| N n | Ng ng | Nkh nkh | O o   | P p | Ph ph | R r | S s | T t | U u | V v  | W w | Y y | Z z |
| /n/ | /ŋ/   | /ŋʰ/    | /o/   | /p/ | /pʰ/  | /r/ | /s/ | /t/ | /u/ | /v/  | /w/ | /j/ | /z/ |

## Википедия на языке тумбука
Существует раздел Википедии на языке тумбука («Википедия на языке тумбука»). По состоянию на 22:45 (UTC) 20 марта 2025 года раздел содержит 18 694 статьи (общее число страниц — 38 834); в нём зарегистрировано 9546 участников, один из них имеет статус администратора; 24 участника совершили какие-либо действия за последние 30 дней; общее число правок за время существования раздела составляет 103 650.

## Фонетика

### Согласные
|                     |                     | Губно-губные | Губно-зубные | Альвеолярные | Постальвеолярные | Палатальные | Велярные | Глоттальные |
| ------------------- | ------------------- | ------------ | ------------ | ------------ | ---------------- | ----------- | -------- | ----------- |
| Носовые             | неаспир.            | m            |              | n            |                  |             | ŋ        |             |
| Носовые             | аспир.              |              |              |              |                  |             | ŋʰ       |             |
| Взрывные            | неаспир.            | p b          |              | t d          |                  |             | k g      |             |
| Взрывные            | аспир.              | pʰ           |              |              |                  |             |          |             |
| Аффрикаты           | Аффрикаты           |              |              |              | t͡ʃ d͡ʒ            |             |          |             |
| Фрикативные         | Фрикативные         |              | f v          | s z          |                  |             |          | h           |
| Аппроксиманты       | Аппроксиманты       |              |              |              |                  | j           |          |             |
| Дрожащие            | Дрожащие            |              |              | r            | r                |             |          |             |
| Латеральные сонанты | Латеральные сонанты |              |              | l            | l                |             |          |             |

## Распространённые фразы

### Приветствия
- Mwawuka uli ? = Доброе утро. (Как ты проснулся?)
- Tawuka makola. Kwali imwe? = Доброе утро. Как поживаешь? (Я проснулся хорошо. Я не знал о Вас?)
- Tawuka makola = Я в порядке. (Я проснулся хорошо).
- muli uli ? = Как поживаешь?
- nili makola. Kwali imwe? = Я в порядке. Как поживаешь?
- mwatandala uli? = Добрый день. (Как ты провёл день?)
- natandala makola. Kwali imwe? = Добрый день. Как дела? (Я провёл день хорошо. Я не знаю о тебе?)
- monile. = более формальное приветствие.

### Люди
- Ba nyamata = мальчики
- mu nyamata = мальчик
- Ba sungwana = девочки
- mu sungwana = девочка
- ba mwali = девушки
- ba mama = мать
- ba dada = отец
- ba gogo = бабушка
- ba buya = бабушка, также — обращение к пожилой женщине
- ba sekulu = дедушка

### Глаголы
- Kusebela = играть
- Kuseka = смеяться
- Kurya = есть
- Kugona = спать
- Kwenda = ходить
- Kuchimbila = бежать
- Kulemba = писать
- Kuchapa = мыть, стирать
- Kugeza = купаться
- Kupika = готовить еду
- Kulima = копать
- Kupanda = выращивать
- Kuvina = танцевать
- Kwimba = петь

### Животные
- Fulu = черепаха
- Kalulu = заяц
- Chimbwi = гиена
- njoka = змея
- nkhumba = свинья
- n’gombe = корова
- nchebe = собака
- chona/pusi = кот
- mbelele = овца
- nkalamu = лев
- mbuzi = коза